# دهستان اشن
دهستان اشن نام دهستانی در بخش مهردشت شهرستان نجف‌آباد، استان اصفهان در ایران است.

## جمعیت
براساس سرشماری مرکز آمار ایران در سال ۱۳۸۵، جمعیت آن ۵۳۸۲ نفر (۱۳۶۳ خانوار) بوده‌است.